# Alaksandr Sciacko
Alaksandr Mikałajewicz Sciacko (biał. Аляксандр Мікалаевіч Сцяцко, ros. Александр Николаевич Стецко, Aleksandr Nikołajewicz Stiecko; ur. 26 kwietnia 1957 w Baranowiczach) – białoruski lekarz i polityk, od 2012 roku deputowany do Izby Reprezentantów Zgromadzenia Narodowego Republiki Białorusi V kadencji.

## Życiorys
Urodził się 26 kwietnia 1957 w Baranowiczach, w obwodzie brzeskim Białoruskiej SRR, ZSRR. Ukończył Miński Państwowy Instytut Medyczny, uzyskując wykształcenie lekarza endoskopisty i organizatora ochrony zdrowia, a także Akademię Zarządzania przy Prezydencie Republiki Białorusi, uzyskując wykształcenie menedżera ekonomisty. Pracował jako chirurg w Baranowickim Szpitalu Miejskim, główny lekarz Oddziału Medyczno-Sanitarnego w Baranowickim Produkcyjnym Zjednoczeniu Bawełnianym, kierownik Wydziału Ochrony Zdrowia Baranowickiego Miejskiego Komitetu Wykonawczego, główny lekarz Baranowickiego Miejskiego Terytorialnego Zjednoczenia Medycznego, główny lekarz Baranowickiej Centralnej Polikliniki. Był deputowanym do Brzeskiej Obwodowej Rady Deputowanych XXV i XXVI kadencji.
18 października 2012 roku został deputowanym do Izby Reprezentantów Zgromadzenia Narodowego Republiki Białorusi V kadencji z Baranowickiego–Wschodniego Okręgu Wyborczego Nr 6. Pełnił w niej funkcję członka Stałej Komisji ds. Ochrony Zdrowia, Kultury Fizycznej i Polityki Młodzieżowej.

## Życie prywatne
Alaksandr Sciacko jest żonaty, ma dwie córki.